# 尖山村
尖山村，是重庆市长寿区双龙镇下辖的一个行政村级行政单位。尖山村位于双龙镇东北方向，距离双龙镇5公里，复员面积5.2平方公里，村内主要以种植和养殖也为主。全村6个村民小组，41个居民点，969户、2432人、耕地面积2921亩、人均耕地1.2亩、村级公路13公里、人行便道30余公里，山塘20口；提灌站6个，渠沟12公里。全村共有办公场所300平米，篮球场一个，乒乓球台1个，图书室1间。2012年村集体经济年收入15000元左右，村民人均纯收入7500元，村民主要收入来源为农业和养殖、外出务工。 